# Transcarga
Transcarga International Airways, o simplemente conocida como TIA, es una aerolínea venezolana de carga que opera en el continente americano. Tiene asociaciones comerciales con algunas de las más importantes aerolíneas cargo como FedEx, DHL, UPS,  entre otras.

## Historia
Fundada por Julio Márquez Biaggi, hombre de negocios, excapitán de Viasa/KLM, Transcarga Intl. Airways, C.A., es una línea aérea venezolana, cuya actividad económica principal es el transporte no regular de carga. Esta empresa inició sus operaciones en Venezuela en el año 1998, con capital 100% venezolano.
Transcarga obtuvo su certificación como operador de transporte aéreo en Venezuela en el año 2001, posteriormente en el año 2002 obtiene el permiso 402 del Departamento de Transporte de los Estados Unidos para operar bajo la figura de “Wet Lease” hacia y desde USA, generando empleo a personal venezolano.
Desde su constitución, la empresa se ha esforzado por mantener los más altos estándares de calidad en el servicio de transporte de carga nacional e Internacional. El servicio ha estado dirigido a los pequeños y medianos productores venezolanos, tanto a nivel interno como para las necesidades de exportación de productos perecederos como pescados, mariscos, verduras, frutas, flores, etc. Otro segmento clave es el servicio de paquetería, documentos, correspondencia, cargas petroleras especiales y valores.

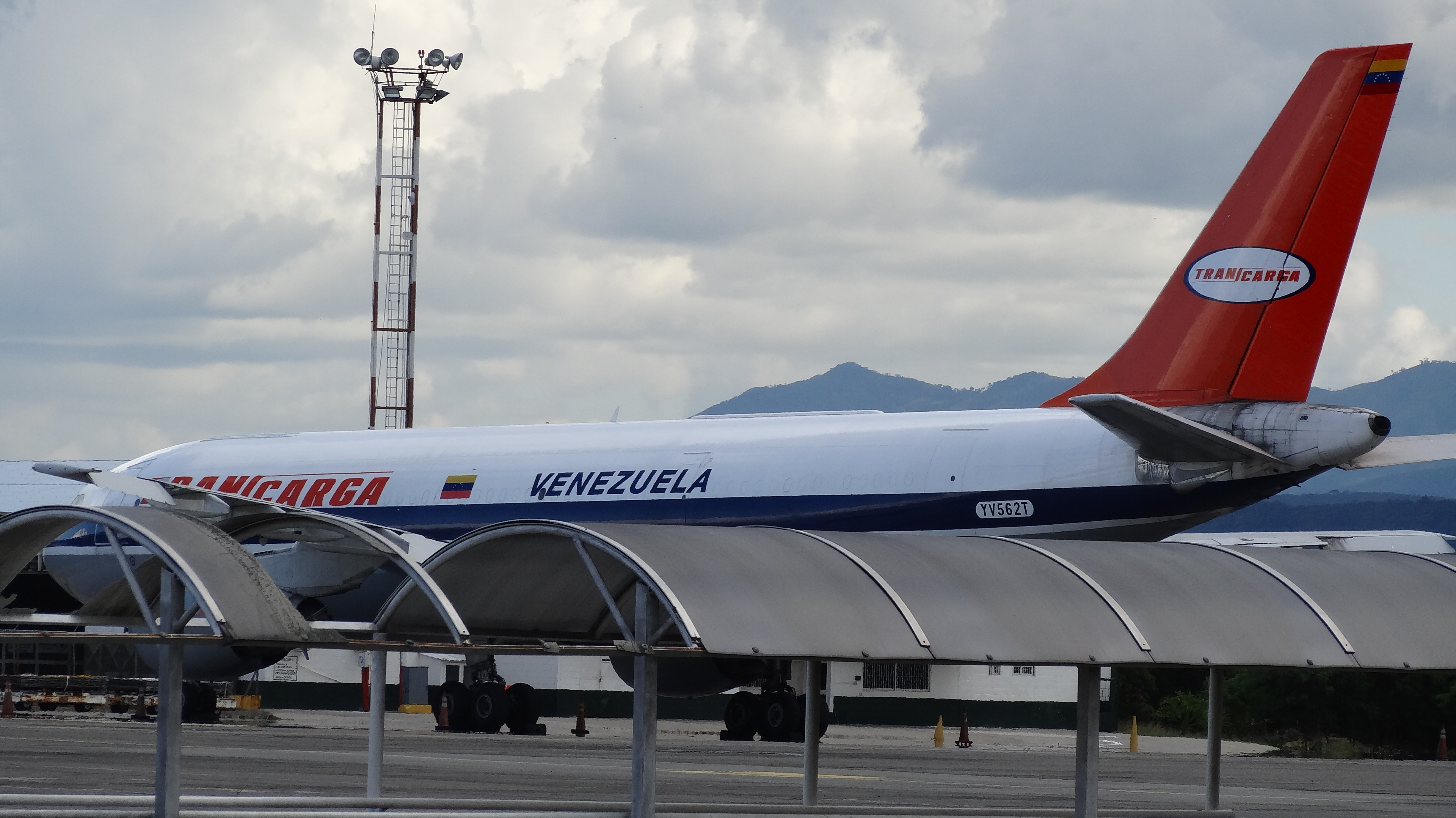
Transcarga A300 B4 203F Estacionado en Svva

En el año 2005 con la promulgación de la nueva Ley de Aeronáutica Civil de Venezuela y las nuevas Regulaciones Aeronáuticas Venezolanas (RAV) la empresa, al igual que todas las líneas aéreas nacionales, se sometieron a un nuevo proceso de certificación. Transcarga Intl. Airways obtiene su certificación aeronáutica en noviembre de 2008 bajo la RAV 135 como empresa de “Servicio de Transporte Público de Carga Aérea a Demanda” bajo el n° TIW-A-027 y asimismo es certificada su Organización de Mantenimiento Aeronáutico ubicada en el Aeropuerto Florencio Gómez de Maracay bajo el n° OMAC N 536.

## Flota histórica
La flota de la aerolínea estuvo conformada por las siguientes aeronaves:

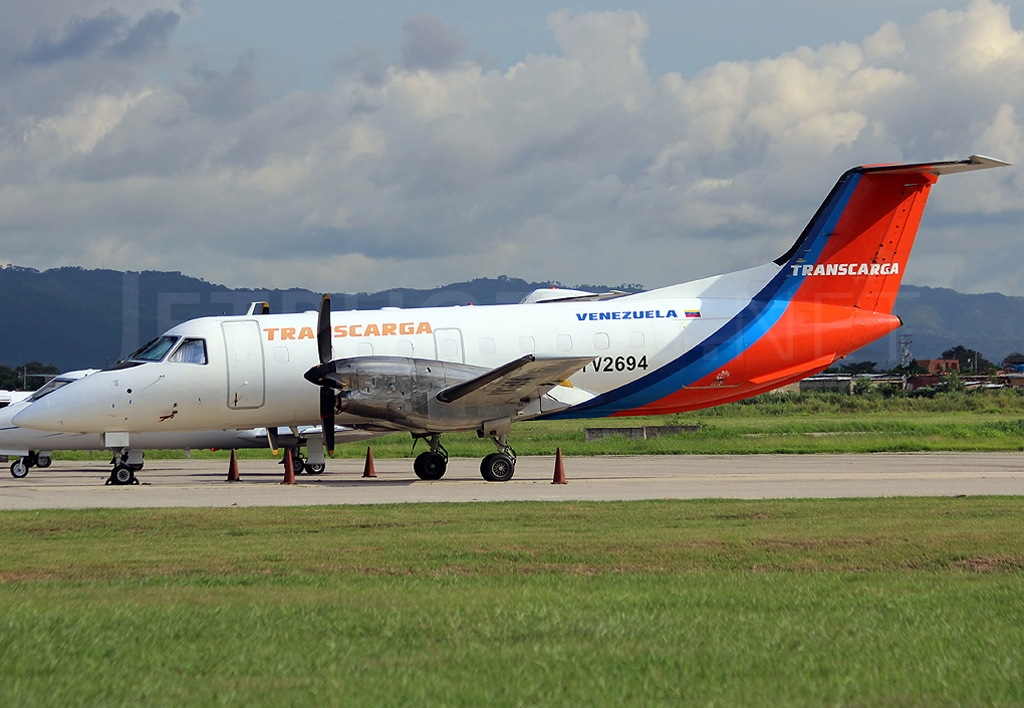
Embraer EMB-120RT Brasilia, Transcarga International Airways

| Aeronaves                | Total | Introducido | Retirado | Matrículas                                                                      |
| ------------------------ | ----- | ----------- | -------- | ------------------------------------------------------------------------------- |
| Aero Commander 500       | 1     | 2003        | ??       | YV1119                                                                          |
| Airbus A300-B4           | 4     | 2009        | 2023     | N501TR, N821SC, YV560T y YV562T                                                 |
| Cessna 402               | 10    | 2007        | 2010     | YV1114, YV2791, YV355T, YV354T, YV2663, N98764, YV1114, YV355T, YV277T y YV2791 |
| Embraer EMB 120 Brasilia | 2     | 2009        | 2015     | YV2546 y YV2694                                                                 |
| Learjet 35               | 1     | 2015        | 2022     | N237AF                                                                          |
| Piper PA-31 Navajo       | 1     | 2014        | 2023     | YV566T                                                                          |
| Swearingen Metroliner II | 1     | 2001        | 2005     | YV-940C                                                                         |

## Antiguos destinos
| Países         | Destinos                 | Aeropuertos                                         |
| -------------- | ------------------------ | --------------------------------------------------- |
| Colombia       | Bogotá                   | Aeropuerto Internacional El Dorado                  |
| Estados Unidos | Miami                    | Aeropuerto Internacional de Miami                   |
| Guatemala      | Ciudad de Guatemala      | Aeropuerto Internacional La Aurora                  |
| Panamá         | Ciudad de Panamá         | Aeropuerto Internacional de Tocumen                 |
| Perú           | Lima                     | Aeropuerto Internacional Jorge Chávez               |
| Venezuela      | Caracas/Distrito Capital | Aeropuerto Internacional de Maiquetía Simón Bolívar |
| Venezuela      | Las Piedras, Falcón      | Aeropuerto Internacional Josefa Camejo              |
| Venezuela      | Maracaibo, Zulia         | Aeropuerto Internacional de La Chinita              |
| Venezuela      | Valencia, Carabobo       | Aeropuerto Internacional Arturo Michelena           |